# Little Boston (Washington)
Little Boston es un área no incorporada ubicada en el condado de Kitsap en el estado estadounidense de Washington.

## Geografía
Little Boston se encuentra ubicado en las coordenadas 47°51′8″N 122°34′12″O / 47.85222, -122.57000.